# Silbomyia fulgida
Silbomyia fulgida är en tvåvingeart som först beskrevs av Jacques-Marie-Frangile Bigot 1859.  Silbomyia fulgida ingår i släktet Silbomyia och familjen spyflugor. Inga underarter finns listade i Catalogue of Life.